# Distrito de Tinyahuarco
El distrito de Tinyahuarco es uno de los trece que conforman la  provincia peruana de Pasco situada en la parte sur occidental del departamento homónimo.
Desde el punto de vista jerárquico de la Iglesia católica forma parte de la Diócesis de Tarma, sufragánea de la Arquidiócesis de Huancayo.

## Historia
Fue creado por Ley N° 2443 del 12 de septiembre de 1917, durante el gobierno del presidente José Pardo y Barreda.

## Geografía
Este distrito cuenta con un territorio de 94,49 kilómetros cuadrados  de superficie.  El distrito se encuentra ubicados a una altitud de 4 275 m.s.n.m.  se encuentra ubicado cerca del pueblo llamado Colquijirca es una población menor que su principal ingreso es la minería.

## Población
Tiene una población aproximada de 5 784 habitantes.

## Autoridades

### Municipales
- 2023 - 2026[3]
  - Alcalde: Oscar Espinosa Trelles.
  - Regidores:

  1. José Luis Huaynate Flores (Pasco Dignidad)
  2. Daycy Beatriz Zelaya Baldeón (Pasco Dignidad)
  3. Maura Rojas Osorio de Beraún (Pasco Dignidad)
  4. Jerson Rolando Chuquivilca Benito (Pasco Dignidad)
  5. Fredy Carlos Baldeón Valer (Partido Democrático Somos Perú)

Alcaldes anteriores
- 2015 - 2018:[4] Victoria Bustamante Flores, del Partido Solidaridad Nacional (PSN).
- 2007 - 2010/2011 - 2014: Óscar Alcides Espinoza Trelles, del Partido Aprista Peruano (PAP).[5]

### Policiales
- Comisario: PNP.